# Peploptera
Peploptera là một chi bọ cánh cứng trong họ Chrysomelidae.
Chi này được miêu tả khoa học năm 1848 bởi Lacordaire.

## Các loài
Các loài trong chi này gồm:
- Peploptera congoana Medvedev, 1993
- Peploptera dieteri Medvedev, 2005
- Peploptera erberi Medvedev, 2005
- Peploptera holmi Medvedev, 1993
- Peploptera namibica Medvedev, 1987
- Peploptera quadrinotata Medvedev, 1993
- Peploptera trimaculata Medvedev & Kantner, 2002